# Salsola minutiflora
Salsola minutiflora är en amarantväxtart som beskrevs av Christo Albertyn Smith. Salsola minutiflora ingår i släktet sodaörter, och familjen amarantväxter. Inga underarter finns listade i Catalogue of Life.